# Mandailing Natal
Mandailing Natal is een regentschap in het zuiden van de Indonesische provincie Noord-Sumatra. Mandailing Natal telde in 2020 ruim 472.000 inwoners op een oppervlakte van 6.620 km².

## Onderdistricten
Bij de volkstelling van 2010 werd het regentschap verdeeld in achttien onderdistricten (de kecamatan). Vervolgens zijn er vijf extra onderdistricten (aangegeven met een sterretje in onderstaande tabel) ontstaan door de opdeling van bestaande onderdistricten. De drieëntwintig onderdistricten zijn hieronder weergegeven met hun gebieden en hun bevolking bij de volkstelling van 2010 en de volkstelling van 2020. De tabel bevat ook de locaties van de administratieve centra van de onderdistricten, het aantal administratieve plaatsen ( desa en kelurahan ) in elk district en zijn postcode.
| Naam                                    | Opper vlakte in km2 | Inwoners Volks telling 2010 | Inwoners Volks telling 2020 | Administratief centrum | Aantal plaatsen Kelurahan /desa's | Post code    |
| --------------------------------------- | ------------------- | --------------------------- | --------------------------- | ---------------------- | --------------------------------- | ------------ |
| Batahan                                 | 497,07              | 17.524                      | 22.509                      | Pasar Batahan          | 18                                | 22988        |
| Sinunukan *                             | 192,64              | 15.375                      | 21.527                      | Sinunukan III          | 14                                | 22986        |
| Batang Natal                            | 651,52              | 22.575                      | 25.333                      | Muara Soma             | 31                                | 22983        |
| Lingga Bayu                             | 192,68              | 22.453                      | 27.576                      | Simpang Gambir         | 20                                | 22982        |
| Ranto Baek *                            | 152,72              | 11.259                      | 14.085                      | Manisak                | 17                                | 22984        |
| Kotanopan                               | 325,15              | 26.264                      | 27.871                      | Pasar Kotanopan        | 37                                | 22994        |
| Ulu Pungkut                             | 295,19              | 4.250                       | 4.674                       | Huta Godang            | 12                                | 22999        |
| Tambangan                               | 158,60              | 11.471                      | 10.913                      | Laru Lombang           | 20                                | 22996        |
| Lembah Sorik Marapi                     | 34,73               | 15.605                      | 10.968                      | Pasar Maga             | 9                                 | 22993        |
| Puncak Sorik Marapi *                   | 55,54               | 7.954                       | 8.975                       | Sibanggor              | 11                                | 22995        |
| Muara Sipongi                           | 135,70              | 9.670                       | 12.528                      | Pasar Muara Sipongi    | 16                                | 22998        |
| Pakantan *                              | 93,60               | 2.146                       | 2.222                       | Pakantan               | 8                                 | 22997        |
| Panyabungan                             | 259,77              | 77.449                      | 90.049                      | Panyabungan            | 39                                | 22915 -22919 |
| Panyabungan Selatan (South Panyabungan) | 87,60               | 9.410                       | 10.323                      | Tano Bato              | 11                                | 22952        |
| Panyabungan Barat (West Panyabungan)    | 87,22               | 8.911                       | 10.677                      | Longat                 | 10                                | 22911        |
| Panyabungan Utara (North Panyabungan)   | 63,73               | 19.991                      | 22.573                      | Mompang                | 14                                | 22979        |
| Panyabungan Timur (East Panyabungan)    | 397,87              | 12.307                      | 14.214                      | Gunung Baringin        | 15                                | 22912        |
| Huta Bargot *                           | 116,21              | 5.715                       | 8.748                       | Bangun Sejati          | 12                                | 22978        |
| Natal                                   | 935,37              | 27.292                      | 33.897                      | Pasar Natal            | 30                                | 22987        |
| Muara Batang Gadis                      | 1.435,02            | 15.416                      | 22.322                      | Singkuang              | 14                                | 22989        |
| Siabu                                   | 345,36              | 47.364                      | 53.286                      | Siabu                  | 28                                | 22976        |
| Bukit Malintang                         | 68,74               | 10.894                      | 12.771                      | Bukit Malintang        | 11                                | 22977        |
| Naga Juang *                            | 58,69               | 3.650                       | 4.845                       | Banua Simanosor        | 7                                 | 22975        |
| Totalen                                 | 6.620,70            | 403.894                     | 472.886                     | Panyabungan            | 404                               |              |

## Geboren
- Abdul Harris Nasution (Kotanopan, 1918-2000), generaal

Stadsgemeenten: Binjai · Gunung Sitoli · Medan · Pematang Siantar · Tanjung Balai · Tebing Tinggi · Padang Sidempuan · Sibolga

Regentschappen: Asahan · Batu Bara · Dairi · Deli Serdang · Humbang Hasundutan · Karo · Labuhan Batu · Labuhanbatu Selatan · Labuhanbatu Utara · Langkat · Mandailing Natal · Nias · Nias Barat · Nias Selatan · Nias Utara · Padang Lawas · Padang Lawas Utara · Pakpak Bharat · Samosir · Serdang Bedagai · Simalungun · Tapanuli Selatan · Tapanuli Tengah · Tapanuli Utara · Toba Samosir